# Triplophysa tenuis
Triplophysa tenuis és una espècie de peix de la família dels balitòrids i de l'ordre dels cipriniformes.

## Morfologia
Els mascles poden assolir els 12 cm de longitud total.

## Distribució geogràfica
Es troba a l'Afganistan, la Xina (riu Tarim i Gansu) i l'Iran.